# Загаєцька Олена Володимирівна
Оле́на Володи́мирівна Загає́цька (Середа) (нар. 5 жовтня 1948, Пухівка) — український мистецтвознавець; член Національної спілки художників України з 2000 року. Заслужений працівник культури України з 11 жовтня 2013 року.

## Біографія
Народилася 5 жовтня 1948 в селі Пухівці (нині Броварський район Київської області, Україна). 1973 року закінчила Київський університет, в якому навчалася, зокрема, у Лариси Левчук.
Після здобуття фахової освіти учителювала; упродовж 1975—1980 років працювала літературним редактором у видавництві «Мистецтво»; з 1980 року — у журналі «Образотворче мистецтво»: з 2004 року — редактор відділу; одночасно з 1998 року — заступник головного редактора газети «Село і бізнес»; з 2001 року — літературний редактор журналу «Вісник Академії праці і соціальних відносин Федерації профспілок України».
Живе у Києві.

## Діяльність
Опублікувала мистецтвознавчі статті про сучасних українських художників Анатолія Марчука і Валерія Франчука, Віктора Погорєлова Олександра і Ніну Саєнків, Катерину Білокур, Степана Кириченка, Володимира Микиту, Олександра Вільчинського, Євгенію Кравченко, Володимира Юрчишина, Олексія Фіщенка, Василя Чебаника, Віталія Губенка, Зінаїду Вікторжевськуа, Людмилуа Койдан, Сергія Баранника, Миколу Ясиненка, зокрема:
у журналі «Образотворче мистецтво»
- «Співзвучність поглядів» (Анатолій Марчук і Валерій Франчук) (1992);
- «Долаючи опір матеріалу» (Віктор Погорєлов) (1993);
- «Мистецька родина Саєнків» (1993);
- «Заглядаємо у її сторіччя» (Нотатки до святкування ювілею Катерини Білокур) (2001, № 1);
- «В аурі натхнення й доброти (Степан Кириченко)» (2001,№ 3);
- «Разом зі своїм народом: До 70-річчя від дня народження Володимира Микити» (2001, № 4);
- «В одвічних ритмах гончарного круга. Олександр Вільчинський» (2003, № 1);
- «Графіка української мови Василя Чебаника» (2005, № 4)
- «Обереги Євгенії Кравченко» (2007, № 4);
- «Книжкове мистецтво Володимира Юрчишина» (2008, № 4);
- «Олексій Фіщенко з України» (2012, № 1/2, С. 100—101);

в інших виданнях
- «Подвижник української графіки Василь Чебаник» // «Вітчизна», 2006, № 3–4;
- «Багатогранний талант Віталія Губенка» // «Визвольний шлях», 2008, книга 3;

Авторка вступних статей до
- альбому «Зінаїда Вікторжевська» (Київ, 2002);

каталогів
- «Людмила Койдан» (Київ; Чернігів; 2004);
- «Знак жінки. Сергій Баранник» (Київ, 2007);
- «Знак жінки. Микола Ясиненко» (Київ, 2007);

Написала низку статей в Енциклопедії сучасної України. Упорядкувала бібліографічний покажчик публікацій журналу «Образотворче мистецтво» за 1991—2005 роки (Київ, 2005).